# Mount Kenyon
Mount Kenyon är ett berg i Antarktis. Det ligger i Västantarktis. Nya Zeeland gör anspråk på området. Toppen på Mount Kenyon är 2 260 meter över havet.
Terrängen runt Mount Kenyon är varierad. Trakten är obefolkad. Det finns inga samhällen i närheten.